# Archanara dissoluta
Archanara dissoluta (tên tiếng Anh: Brown-veined Wainscot) là một loài bướm đêm thuộc họ Noctuidae. Nó được tìm thấy ở hầu hết châu Âu (except Iceland, Ireland, Slovenia và Croatia), phía đông into Nga.
Sải cánh dài 27–33 mm. Con trưởng thành bay từ tháng 7 đến tháng 9.
The larvae feed internally on the stems Phragmites australis. Pupation takes place withtrong stem.
- Fauna Europaea Lưu trữ ngày 22 tháng 6 năm 2011 tại Wayback Machine
- UKmoths

## Hình ảnh

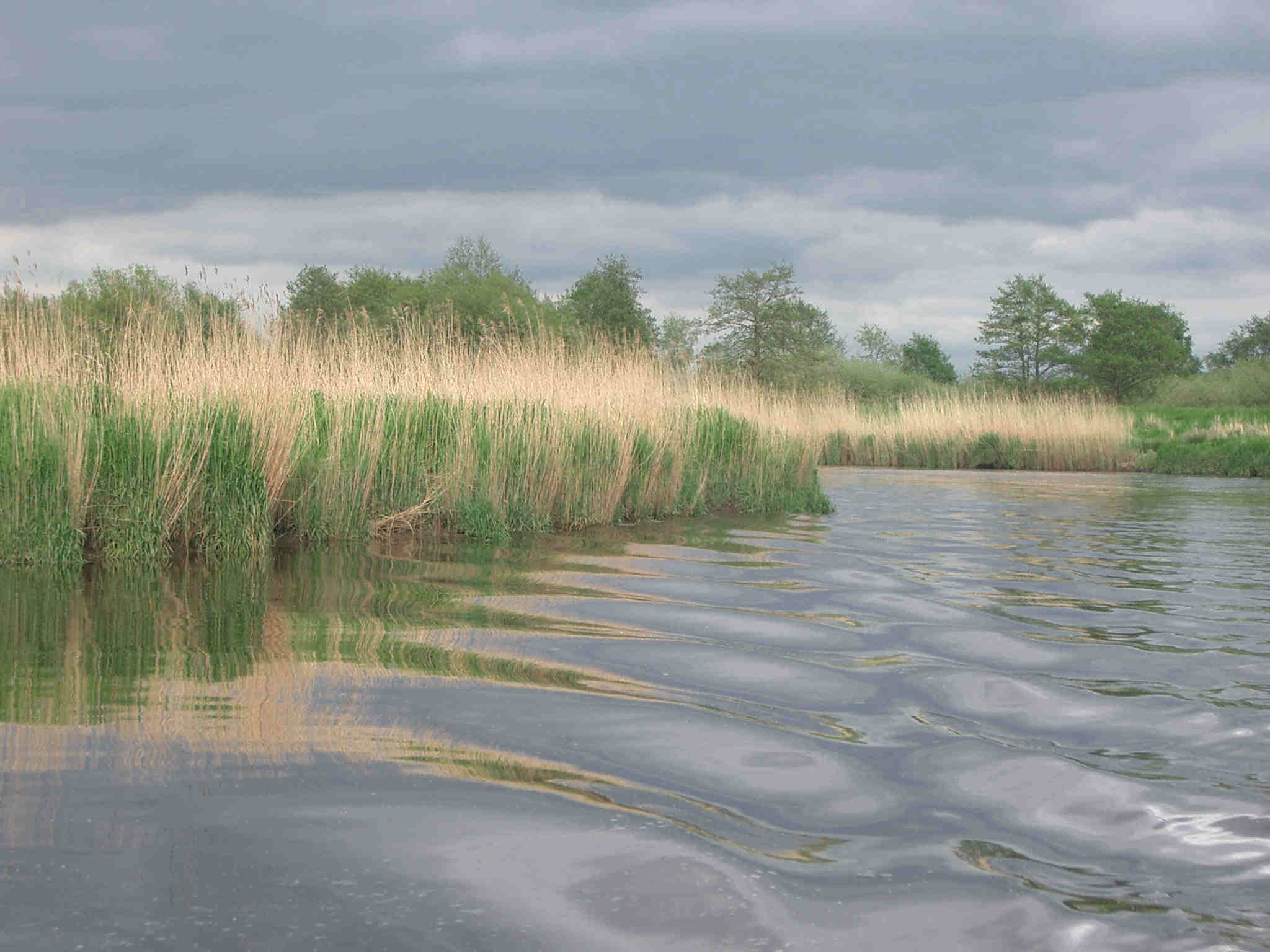
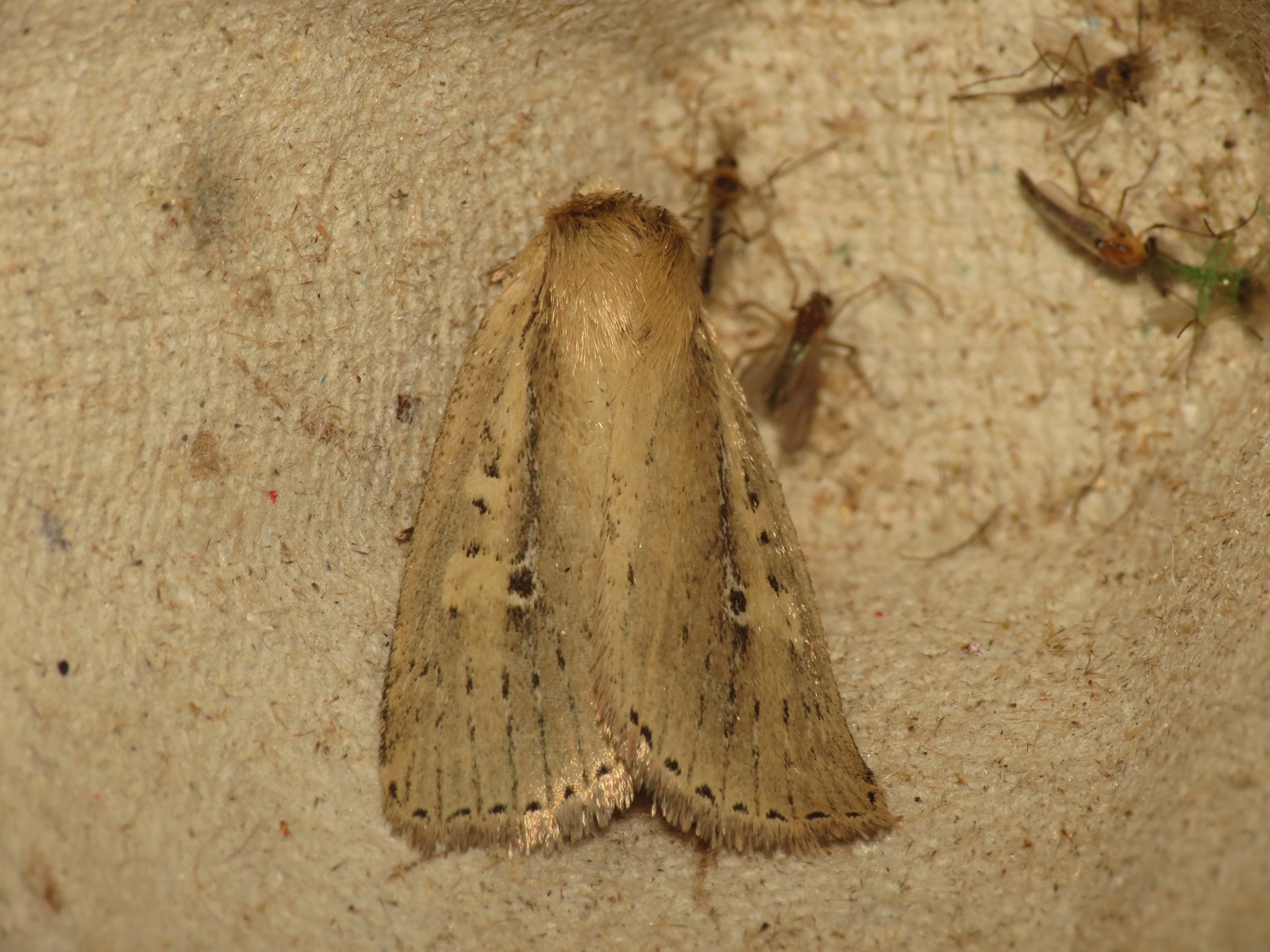
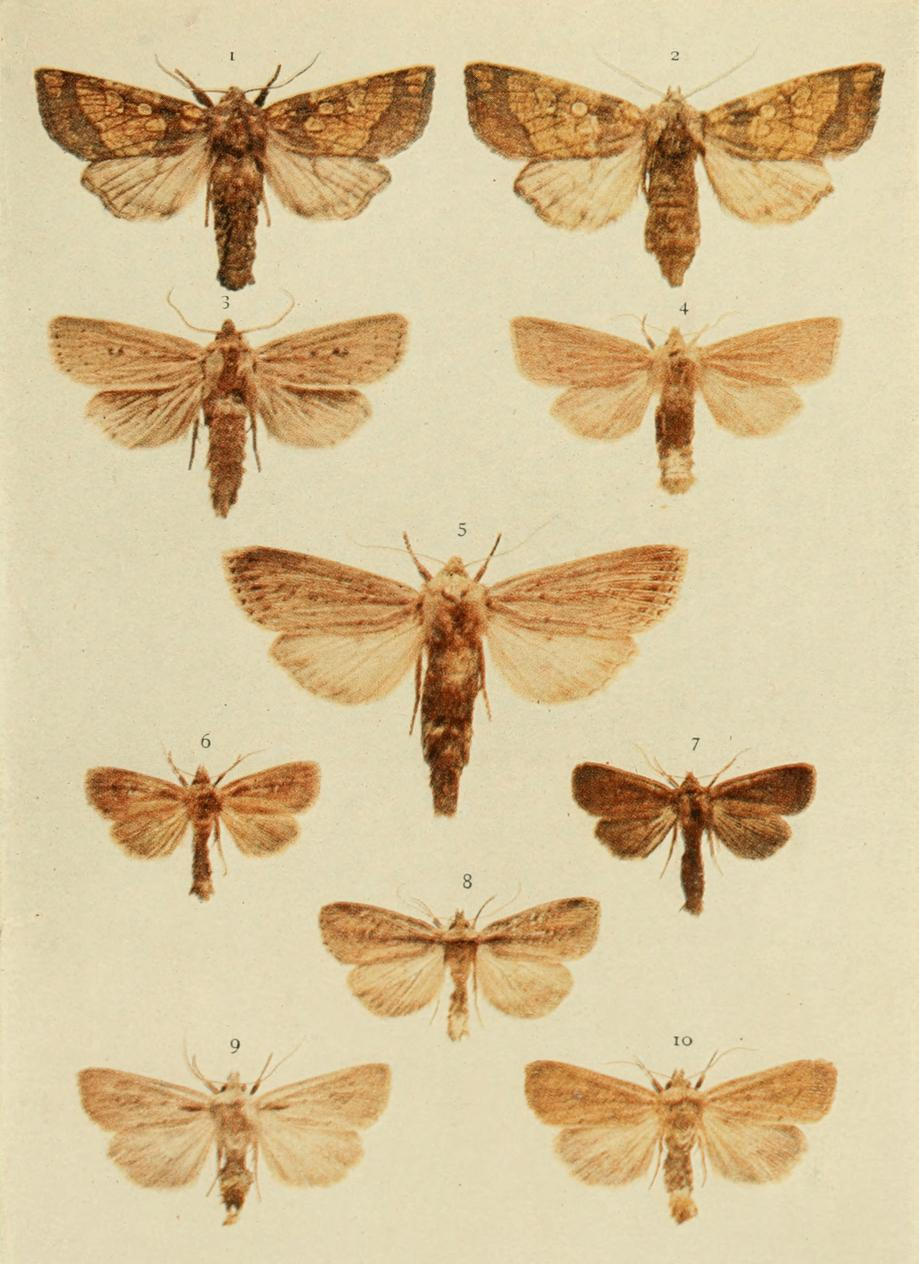
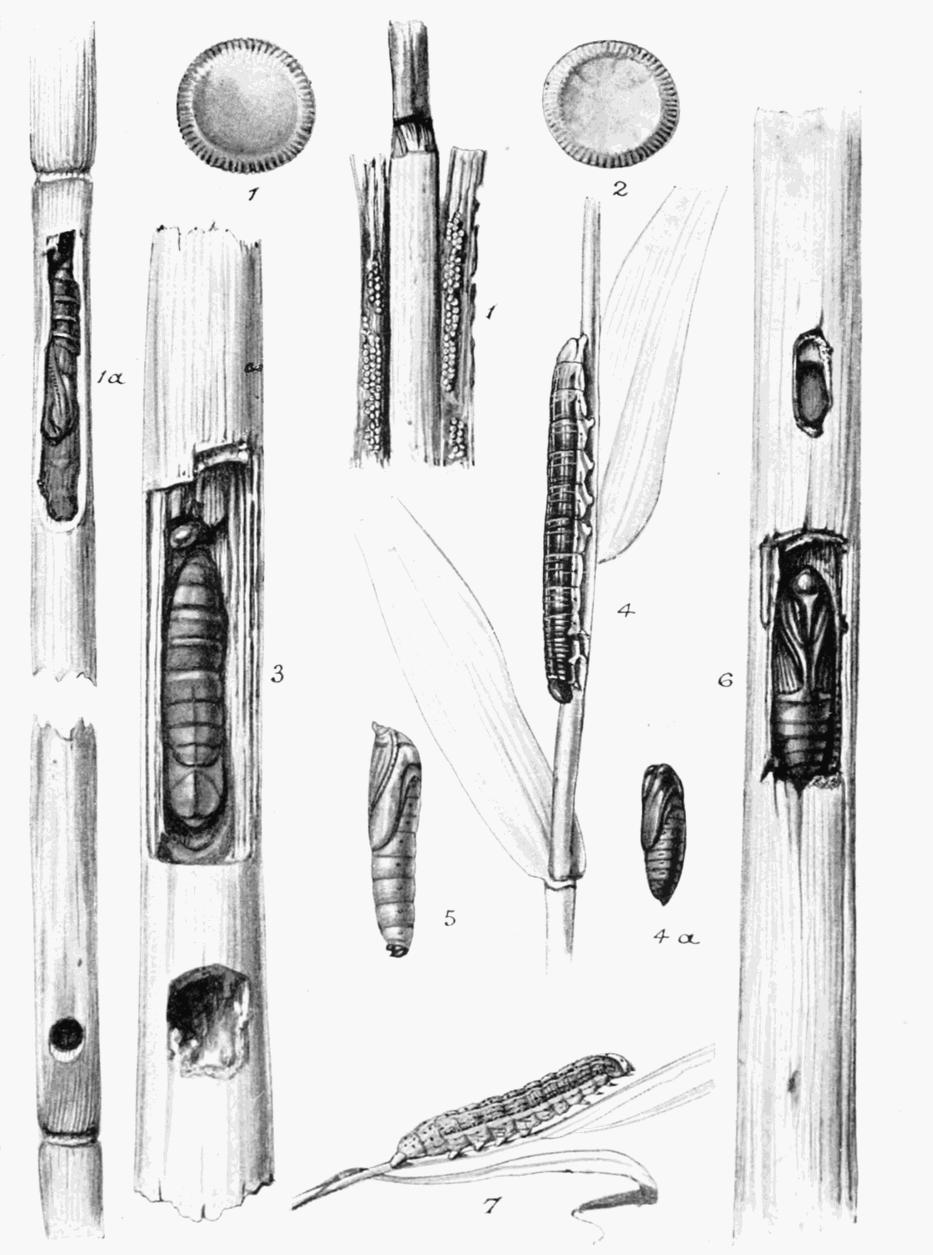